# Phrynonax poecilonotus
Phrynonax poecilonotus är en ormart som beskrevs av Günther 1858. Phrynonax poecilonotus ingår i släktet Phrynonax och familjen snokar.
Denna orm förekommer i Centralamerika från östra Mexiko till Panama. Arten lever i låglandet och i bergstrakter upp till 1330 meter över havet. Habitatet varierar mellan regnskogar, savanner och betesmarker. Phrynonax poecilonotus klättrar i träd och vistas på marken. Honor lägger ägg.
För beståndet är inga hot kända. Hela populationen anses vara stabil. IUCN kategoriserar arten globalt som livskraftig.

## Underarter
Arten delas in i följande underarter:
- P. p. argus
- P. p. chrysobronchus
- P. p. polylepis
- P. p. poecilonotus